# تپه گونی
تپه گونی مربوط به سده‌های اولیه دوران‌های تاریخی پس از اسلام است و در شهرستان گرمی، بخش موران، دهستان اجارودشرقی، روستای زنگبار واقع شده و این اثر در تاریخ ۱۲ دی ۱۳۸۶ با شمارهٔ ثبت ۲۰۴۳۲ به‌عنوان یکی از آثار ملی ایران به ثبت رسیده است.